# 馬來西亞—納米比亞關係
馬來西亞－納米比亞關係是指马来西亚与非洲国家纳米比亚間的歷史雙邊關係與现代雙邊關係。双方于1996年建立大使级外交关系。建交以來兩國高層交往頻繁，各领域来往不断。现今兩國均為英联邦、不结盟运动、77國集團成員國。

## 政治交流
马来西亚、纳米比亚两国均曾经是大英帝国的殖民地，直到各自于1957年、1990年独立，并加入了英联邦。在南非托管期间，马来西亚政府在道義上支持西南非人民組織争取纳米比亚独立的抗争，反对南非占据鲸湾港，同时也派员参加了驻西南非洲的联合国維和部隊。
1990年，纳米比亚脱离南非独立，随即获得了马来西亚政府的外交承认，此后两国关系友好顺利发展，高层互访不断。纳米比亚首任总统萨姆·努乔马就在两国建交第二年出访了马来西亚。而马来西亚首相马哈迪领导下的大马政府也重视发展与纳米比亚的关系，其本人更在1992年出访了纳米比亚。但两国正式外交关系的确立则在1996年，两国亦于当年在对方首都互设大使馆層級的高級專員公署。

## 经贸交流
据經濟複雜性研究中心统计，2020年，纳米比亚与马来西亚的双边贸易额达到2640万美元，其中大馬出口1950万美元，主要出口棕榈油、石化产品及石材加工机械等商品。而纳米比亚则向马来西亚出口了690万美元，主要出口锌矿石。
在纳米比亚独立之初，马来西亚政府就表示愿意在采矿、农业领域与纳米比亚加强合作。而纳米比亚首任总统努乔马也积极争取大马企业赴纳投资。现今，纳米比亚已经与马来西亚签署了相互促进和保护投资协议，为双边投资的进一步开展提供了法理依据。
据纳米比亚央行数据，2020年，马来西亚对纳米比亚投资额占该国外资存量的1.5%，是纳米比亚第8大投资来源地，在亚洲仅次于中华人民共和国。

## 人文交流
在独立之初，纳米比亚就已经开始向马来西亚请求派遣咨询专家，而大马政府也通过MTCP计划努力扩大对包括纳米比亚在内的非洲国家之援助规模，派遣了一些咨询专家。在教育领域，一些纳米比亚留学生开始前往马来西亚留学，至2019年，马来西亚已经招收了400名纳米比亚留学生。此外，林國榮創意科技大學等一些马来西亚高等院校也有兴趣在纳米比亚建立分校。